# Евр (Меза)
Евр (фр. Evres) насеље је и општина у североисточној Француској у региону Лорена, у департману Меза која припада префектури Бар ле Дик.
По подацима из 2011. године у општини је живело 88 становника, а густина насељености је износила 7,55 становника/km². Општина се простире на површини од 11,65 km². Налази се на средњој надморској висини од 250 метара (максималној 246 m, а минималној 186 m).

## Демографија
| 1962. | 1968. | 1975. | 1982. | 1990. | 1999. | 2011. |
| ----- | ----- | ----- | ----- | ----- | ----- | ----- |
| 150   | 135   | 116   | 109   | 97    | 94    | 88    |

График промене броја становника у току последњих година